# Rost (musikgrupp)
Rost var ett rockband från Stockholm som hade sin första spelning 1981 och upplöstes i mitten av 1980-talet. 
Medlemmar var Janne Oldeus, gitarr, keyboard och sång, Matts Alsberg, bas och sång samt Peter Smoliansky, trummor. Detta band, som är känt för sina soul-, country- och rhythm & bluescovers, har sedan 2005 återförenats för enstaka spelningar.

## Diskografi
Studioalbum
- 1982 – Rost (LP, EMI/Parlophone 7C 062-35977)

EP
- 1981 – Levande Rost (7" vinyl, R&P Records RPEP-1)

Singel
- 1982 – "Love Being Your Fool" / "Book of Don'ts" (7" vinyl, Parlophone/EMI 7C 006-35962)